# Filemudo
Filemudo (em inglês: Φιλημούθ; romaniz.: Philemoúth; m. 553, Cumas) foi um oficial bizantino de origem hérula, que esteve ativo durante o reinado do imperador Justiniano (r. 527–565).

## Vida

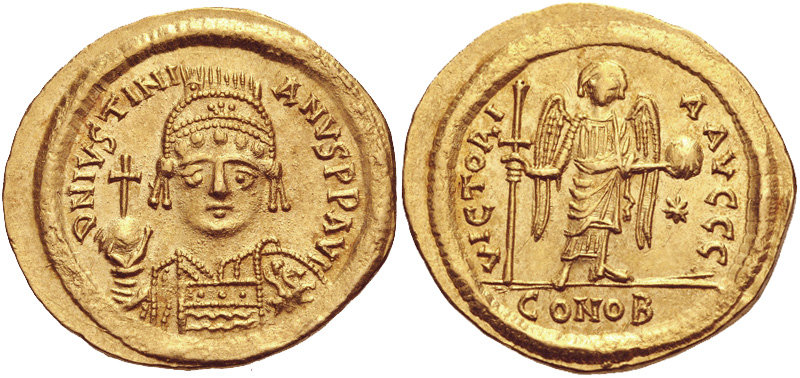
Soldo de Justiniano r.

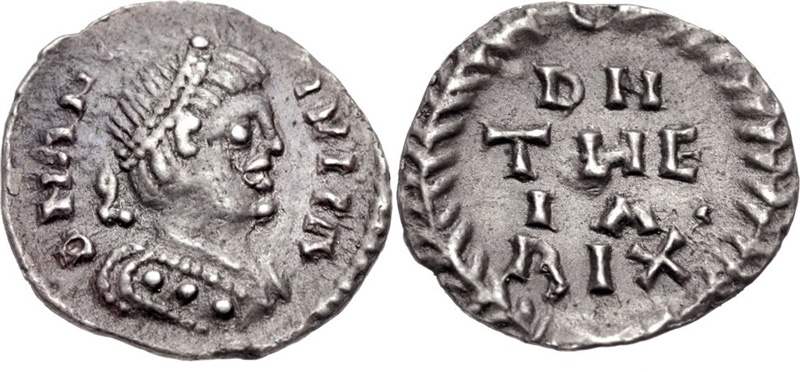
1/4 de síliqua de Teia r.

Sugere-se que Filemudo esteve entre os hérulos que acompanharam Narses para apoiar Belisário em sua guerra na Itália no verão de 538 e se sabe que com a morte do oficial Faniteu, tornar-se-ia chefe dos hérulos ao lado de Visando e Aluído. Na primavera de 539, com a reconvocação de Narses, ele e Aluído estavam no comando dos hérulos que retornaram para Constantinopla. Em 543, esteve no fronte oriental no comando dos efetivos hérulos com Vero. Segundo Procópio, quando o exército começou a se reunir, foram para o distrito de Corzianena, próximo ao campo do general Martinho em Citarizo, e ao tomaram ciência que o general Pedro havia invadido o Império Sassânida, seguiram-no. Sugere-se que Filemudo estivesse presente na Batalha de Anglo.
Em 545, foi um dos líderes hérulos que concordaram em acompanhar Narses à Itália. Invernaram na Trácia em 545/6 com intuito de dirigir-se à península na primavera, mas foram impedidos por uma força de invasores eslavos, que derrotaram. Os eventos seguintes não são registrados, mas é provável que a missão não foi realizada e Narses teria voltado à capital. Com a eclosão da revolta hérula em Roma pouco antes de 549, foi um daqueles que permaneceram leais ao império. Em 549, foi enviado na mesma época com uma força de 15 000 hérulos para auxiliar os lombardos em sua guerra com os gépidas; este conflito logo terminaria com um acordo entre as parte litigantes.
Em 550, ele e seus apoiantes receberam ordens para acompanhar Germano à Itália. Com a morte de Germano, a expedição, agora sob controle de João, prosseguiu até Salona, onde invernou em 550/1 e permaneceu até 552, quando Narses pôde reunir um exército adequado para invadir a península. Segundo Procópio, Filemudo recebeu o comando de 3 mil cavaleiros hérulos quando a expedição deixou Salona. Presume-se que, como mestre dos soldados, esteve na Batalha de Tagina de 552. Mais adiante, auxiliou no ataque de Narses contra Roma e ele e João foram enviados à Toscânia para evitar que o rei Teia alcançasse a Campânia, mas o último os evitou e foram reconvocados por Narses para unir forçar e marchar no exército principal à Campânia. Teria adoecido e então falecido durante o Cerco de Cumas no começo de 553.